# Ricky Harris
Ricky Dontae Harris (Baltimora, 12 agosto 1987) è un ex cestista statunitense, che giocava come playmaker.

## Carriera
Ha disputato quattro stagioni alla University of Massachusetts Amherst (2006-2010); in precedenza (2005-2006) aveva frequentato la Winchendon School e la Calvert Hall College High School (2001-2005).
Ha esordito da professionista al KK Šiauliai, disputando la Lietuvos krepšinio lyga (8 presenze) e la Lega BBL (14 presenze). Nel gennaio 2011 si è trasferito al Ferro-ZNTU in Ukrajina Super-Liha, scendendo in campo in 29 occasioni.
Nel corso del 2011 ha militato nel massimo campionato filippino con la maglia dei B-Meg Llamados. Trasferitosi poi al Würzburg, ha collezionato 35 presenze in Basketball-Bundesliga (29 di campionato e 6 di play-off). Nel settembre 2012 è stato acquistato dalla Biancoblù Basket Bologna.